# Цифра (Румунія)
Цифра (рум. Țifra) — село у повіті Алба в Румунії. Адміністративно підпорядковане місту Аюд.
Село розташоване на відстані 276 км на північний захід від Бухареста, 21 км на північний схід від Алба-Юлії, 58 км на південь від Клуж-Напоки.

## Населення
За даними перепису населення 2002 року у селі проживали 149 осіб, з них 148 осіб (99,3%) румунів. Рідною мовою 148 осіб (99,3%) назвали румунську.